# Paul Breuer (Neonazi)
Paul Breuer (* 1972 in Köln-Zollstock; † 19. August 2019) war ein deutscher Neonazi.

## Leben
Paul Breuer gehörte lange Jahre zum gewaltaffinen Teil der deutschen Neonazi-Szene. Er war 1998 Gründungsmitglied der Kameradschaft Walter Spangenberg, die sich auf den SA-Mann Walter Spangenberg bezog, der bei Straßenkämpfen 1933 ums Leben kam und der NSDAP als „Blutzeuge“ galt. Die Kameradschaft war eine Nachfolgeorganisation der verbotenen FAP und wurde am 8. Mai 2012 verboten. Mit deren langjährigem Führer und späterem Neonazi-Aussteiger Axel Reitz sowie dem Neonazi-Kader Christian Worch arbeitete Breuer lange Jahr zusammen.
Daneben war er Gründungsmitglied des Kampfbundes Deutscher Sozialisten um Thomas Brehl, die sich wie die Kameradschaft auf Michael Kühnen berief. Sie existierte bis 2008.
Im Mai 1999 meldete Breuer in Köln eine Demonstration im Namen der NPD an, die sich gegen die Wehrmachtsausstellung richtete. Die Demo konnte nur 100 Meter weit gehen, bis sie von Gegendemonstranten mit Eiern beworfen wurde.
2004 folgte eine provokante Demo im multiethnischen Stadtteil Köln-Kalk, bei dem Breuer sowohl das Demo-Motto „180 Nationen in Köln sind 179 zu viel“ als auch das Tragen von Springerstiefeln verboten wurde. Die 142 Teilnehmer mussten daher zum Teil auf Socken laufen. Die Demonstration rief massive Gegenproteste hervor. 2005 war Breuer Herausgeber einer Gedenkschrift für sein Idol Michael Kühnen.
2006 wurde Breuer wegen antisemitischer Hetze und Angriffs auf einen Gegendemonstranten einer Demo verhaftet. Seine rechtsextreme Karriere setzte er in der Kameradschaft fort. Außerdem unterstützte er das Aktionsbüro Mittelrhein in Bad Neuenahr-Ahrweiler. Er befand sich unter den 24 Personen, die im Rahmen eines Verfahrens gegen das Aktionsbüro im März 2012 verhaftet wurden. Januar 2013 kam er wieder frei.
Nach dem Verbot der Kameradschaft Walter Spangenberg 2012 trat er in die Partei Die Rechte ein. Er agierte nun vor allem in Wuppertal, wo er als Kampfredner auftrat. Zusammen mit Jan Fartas trat er bei verschiedenen Demonstrationen unter dem Banner von dessen Organisation Köln für deutschen Sozialismus auf. Diese Organisation verkam in der Szene jedoch immer mehr zur Lachnummer. Nach einigen gescheiterten Demonstrationen war Breuer in der Neonazi-Szene weitestgehend isoliert. Das letzte Mal machte er am 17. April 2017 von sich reden, als er mit Fartas als Veranstalter einer Demonstration in Köln-Deutz mit elf Neonazis auftrat. Die Minidemonstration wurde von einem Großaufgebot von 900 Polizisten beschützt.
Er starb am 19. August 2019 im Alter von 47 Jahren.

## Werke
- Michael Kühnen – Festschrift zum 50. Geburtstag. Köln 2005 (Hrsg.; Eigenverlag)